# Stade José-Fragelli
 (octobre 2024).
Si vous disposez d'ouvrages ou d'articles de référence ou si vous connaissez des sites web de qualité traitant du thème abordé ici, merci de compléter l'article en donnant les références utiles à sa vérifiabilité et en les liant à la section « Notes et références ».
L'Estádio José Fragelli, aussi connu en tant que Verdão, était un stade situé dans la ville de Cuiabá dans le Mato Grosso au Brésil.

## Histoire
Inauguré le 6 avril 1976, il fut détruit en 2010 afin d'être reconstruit avec une taille de 42 500 spectateurs. Ce stade, nommé Arena Pantanal, sera l'un des 12 enceintes qui accueilleront des matchs de la Coupe du monde de football de 2014.